# Вашингтон (округ, Іллінойс)
Шаблон:StateAbbr_ 38°21′ пн. ш. 89°25′ зх. д. / 38.35° пн. ш. 89.42° зх. д.
Округ Вашингтон (англ. Washington County) — округ (графство) у штаті  Іллінойс, США. Ідентифікатор округу 17189.

## Історія
Округ утворений 1818 року.

## Демографія
За даними перепису
2000 року
загальне населення округу становило 15148 осіб, зокрема міського населення було 3119, а сільського — 12029.
Серед мешканців округу чоловіків було 7482, а жінок — 7666. В окрузі було 5848 домогосподарств, 4242 родин, які мешкали в 6385 будинках.
Середній розмір родини становив 3,02.
Віковий розподіл населення поданий у таблиці:
| Стать    | До 15 років | 15-21 | 22-29 | 30-39 | 40-49 | 50-65 | 65-85 | Понад 85 |
| -------- | ----------- | ----- | ----- | ----- | ----- | ----- | ----- | -------- |
| Чоловіки | 1578        | 753   | 606   | 1063  | 1226  | 1165  | 981   | 110      |
| Жінки    | 1516        | 704   | 597   | 1054  | 1144  | 1205  | 1202  | 244      |

## Суміжні округи
- Клінтон — північ
- Меріон — північний схід
- Джефферсон — схід
- Перрі — південь
- Рендолф — південний захід
- Сент-Клер — захід

## Виноски
1. ↑  U.S. Decennial Census. United States Census Bureau. Архів оригіналу за 26 квітня 2015. Процитовано 9 липня 2014.
2. ↑  Historical Census Browser. University of Virginia Library. Архів оригіналу за 11 серпня 2012. Процитовано 9 липня 2014.
3. ↑  Population of Counties by Decennial Census: 1900 to 1990. United States Census Bureau. Архів оригіналу за 24 квітня 2014. Процитовано 9 липня 2014.
4. ↑  Census 2000 PHC-T-4. Ranking Tables for Counties: 1990 and 2000 (PDF). United States Census Bureau. Архів оригіналу (PDF) за 18 грудня 2014. Процитовано 9 липня 2014.
5. ↑  State & County QuickFacts. United States Census Bureau. Архів оригіналу за 22 липня 2011. Процитовано 9 липня 2014.(англ.) Наведено за англійською вікіпедією.
6. ↑  American FactFinder. Бюро перепису населення США. Архів оригіналу за 26 лютого 2012. Процитовано 31 січня 2008.

| США | Це незавершена стаття з географії США. Ви можете допомогти проєкту, виправивши або дописавши її. |